# NGC 7468
NGC 7468 (również PGC 70332 lub UGC 12329) – galaktyka eliptyczna (E1/P), znajdująca się w gwiazdozbiorze Pegaza. Odkrył ją William Herschel 15 października 1784 roku. Jest zaliczana do tzw. niebieskich zwartych galaktyk (ang. Blue compact galaxy BCG).